# Festejos de la Batalla de Las Piedras
Los Festejos de la Batalla de Las Piedras, también conocido como Fiestas Mayas o Celebración del 18 de mayo es un festival que se celebra todos los 18 de mayo en la ciudad de Las Piedras, Canelones, Uruguay y que incluye desfiles escolares, militares, de sociedades criollas, carreras especiales de turf y espectáculos de danza y de música.

## Origen
La conmemoración de la Batalla de Las Piedras es significativo para Uruguay y para la historia latinoamericana, ya que fue en esta batalla que tuvo lugar un 18 de mayo de 1811 entre españoles y criollos uruguayos que se obtuvo una importante victoria por la independencia de Uruguay. Fue también en esta batalla donde Artigas dijera su frase célebre: "Clemencia para los Vencidos".

## Características
Todos los años, cada 18 de mayo se celebran una serie de desfiles escolares, militares con bandas militares y de sociedades criollas a caballo. 

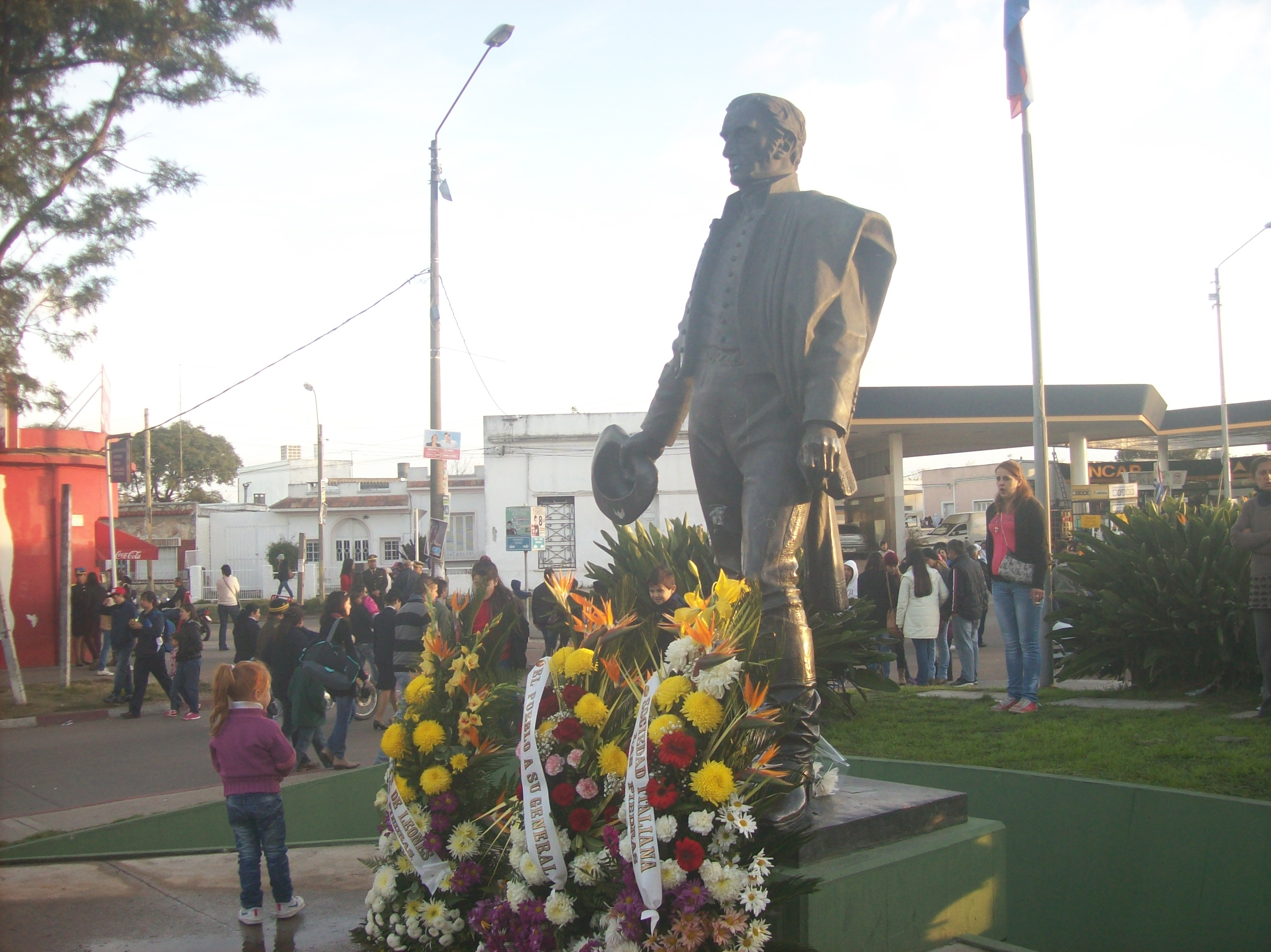
Honenaje a Artigas en el Mástil en los Festejos de la Batalla de Las Piedras

El desfile escolar se realiza en la mañana del 18 de mayo, mientras que el desfile cívico-militar se realiza por la tarde. Ambos tienen lugar por Av. Artigas, la principal avenida de la ciudad de Las Piedras, hasta llegar al Mástil de Las Piedras, donde se encuentra un monumento a José Gervasio Artigas y se deja allí una ofrenda floral.
El festival también incluye espectáculos artísticos tales como danza, conciertos de grupos musicales y artistas nacionales.
En especial, el festejo en la ciudad de Las Piedras (Canelones) en el año 2011, fue el segundo hito del Bicentenario 2011. Estuvo presente el presidente de la República y autoridades nacionales y locales, fue organizado por la Comisión del Bicentenario y la Intendencia Municipal de Canelones. Asistieron un total de 100 mil personas durante toda la jornada. El festejo fue realizado en el entorno del Parque Artigas de la ciudad de Las Piedras.Los escenarios montados en el Parque Artigas recibieron la actuación de numerosos e importantes artistas entre ellos el Ballet Nacional del Sodre, Chekeré, Mónica Navarro, Jorge Nasser y La Vela Puerca. También hubo una plaza de comidas, una feria del Bicentenario, una ludoteca situada en el Estadio de Juventud de Las Piedras, el clásico desfile cívico militar en la Avenida Bicentenario y se inauguró el Pabellón del mismo nombre.

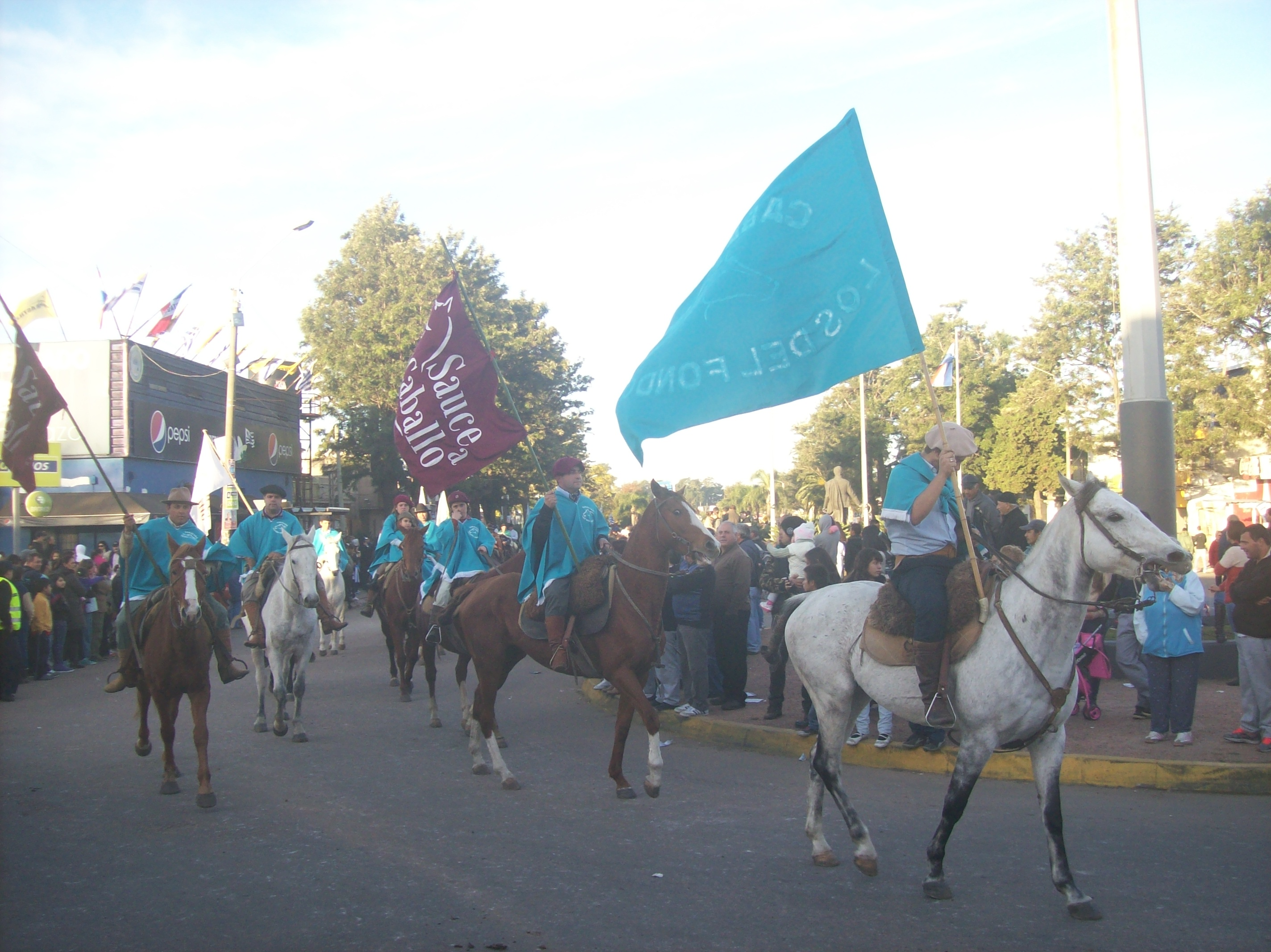
Sociedad criolla en el desfile del 18 de mayo en Las Piedras

En 2012, se presentó la banda de rock uruguaya No Te Va Gustar en el escenario del Parque Artigas en Las Piedras como parte de los festejos.
Todos los años se realizan carreras de turf especiales en el Hipódromo de Las Piedras en ese día.
Las principales celebraciones tienen lugar todos los años en el Mástil de Las Piedras. Entre ellas, se destacan el recibimiento del chasque con mensaje desde Sauce.
El acto protocolar con suelta de palomas y espectáculos musicales con un cierre de fuegos artificiales tienen lugar en el Obelisco de Las Piedras, lugar donde se llevó a cabo la Batalla de Las Piedras.

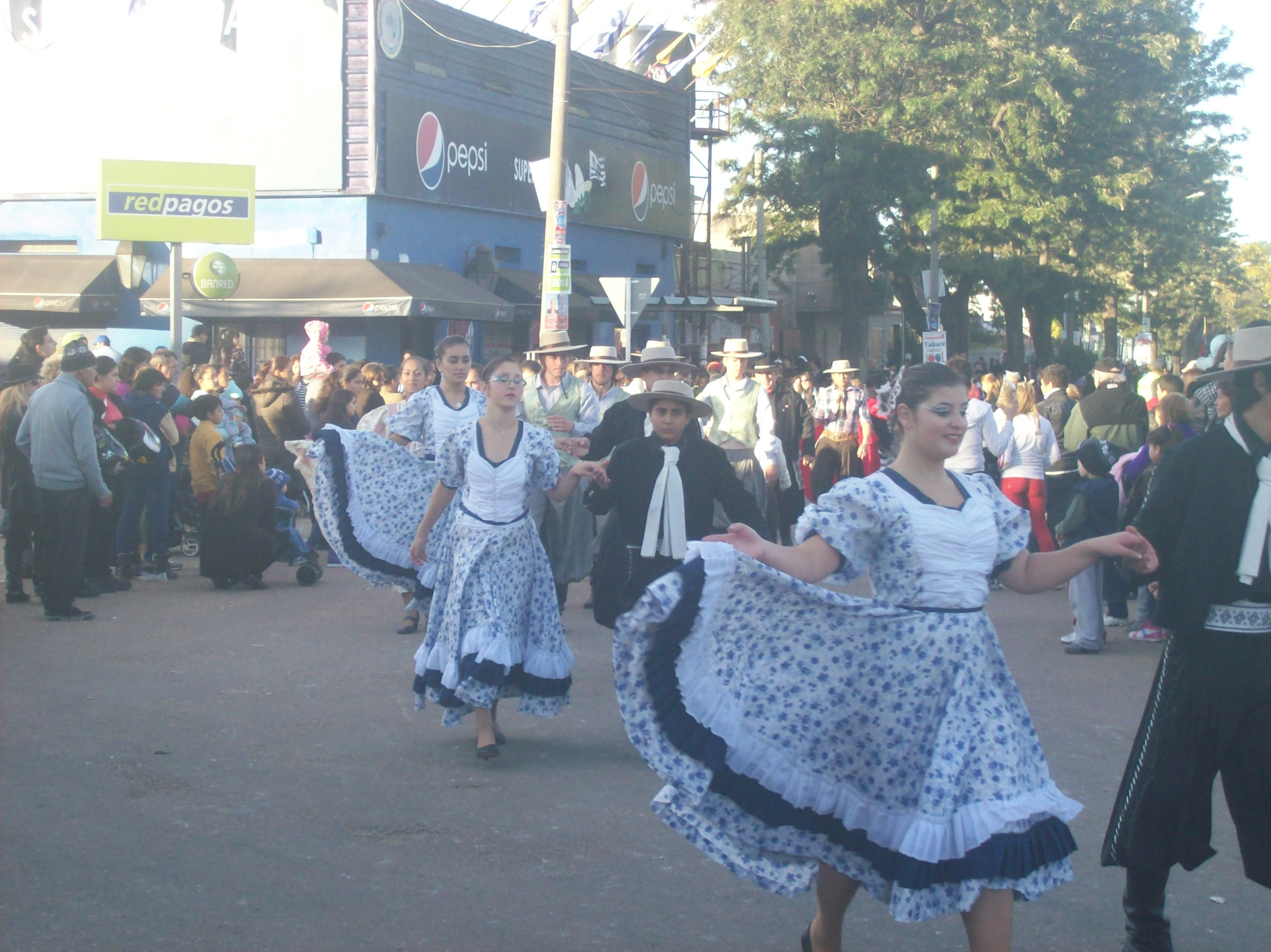
Grupo de danza folclórica en Festejos de Batalla de Las Piedras